# Dacoderus striaticeps
Dacoderus striaticeps är en skalbaggsart som beskrevs av Leconte 1858. Dacoderus striaticeps ingår i släktet Dacoderus och familjen trädbasbaggar. Inga underarter finns listade i Catalogue of Life.